# Château de Reynerie
Le château de Reynerie, son orangerie et ses jardins font partie d'un ancien domaine du XVIIIe siècle situé sur la commune de Toulouse. Il est construit par Guillaume Dubarry de 1781 à 1783. 
L'édifice est classé au titre des monuments historiques en 1963.

## Historique
Le domaine se situe à cheval sur la terrasse haute et la terrasse basse de Lardenne, autrefois dans le capitoulat de St-Simon. Il est au XVIe siècle propriété des familles Deymier et Labatut, il passe au XVIIe siècle entre les mains des Reynier qui lui laissent leur nom. Le domaine échoit à la fin du XVIIIe siècle au conseiller en parlement de Toulouse Pierre Marie Emmanuel de Reversac de Célès de Marsac. Celui-ci l’échange en 1781 avec Guillaume Dubarry (1732-1811) contre les terres démembrées de l'ancien duché de Roquelaure et le château du Rieutort. Le nouveau propriétaire va transformer le lieu et en faire une folie qui est l’une des plus belles réalisations de la fin du XVIIIe siècle à Toulouse.
En remerciement de sa complaisance dans son mariage avec Jeanne Bécu en 1768, Louis XV verse à Guillaume une généreuse pension, le titre de Colonel d'infanterie, et le don (en fait une vente fictive) des terres qui constituaient le duché de Roquelaure. Sa fortune est désormais faite, il peut alors planifier la rénovation de ce domaine. Entre 1781 et 1783, il fait bâtir un nouveau château et s'attache tout particulièrement à la décoration du bâtiment et à l’aménagement des jardins. 
Vendu en 1812 au décès de Guillaume, le domaine change plusieurs fois de mains au cours du XIXe siècle. Son aspect est modifié. La partie supérieure du parc est réaménagée à l'anglaise, les communs et la chapelle sont détruits, la ferme et l’orangerie sont reconstruits.
En 1961, le projet de ZUP du Mirail provoque le classement du château, du parc et l’inscription à l’Inventaire supplémentaire de la façade de l’orangerie. Le domaine est amputé de 55 hectares de terres et de parc, plusieurs corps de bâtiments de la ferme sont démolis pour céder la place à des parkings. Pour faire face aux difficultés d'entretien du domaine, l’orangerie est reconvertie en appartements. En 1985, la ville rachète la partie basse du parc, le jardin à la française ainsi que le pigeonnier et les parterres attenants. 
Le 23 octobre 2008, au terme d’une vente aux enchères, la mairie de Toulouse s’est portée acquéreur de la partie du domaine comportant le château et son orangerie.
Des travaux de restauration de jardin et des bâtiments sont programmés.

## Jardins

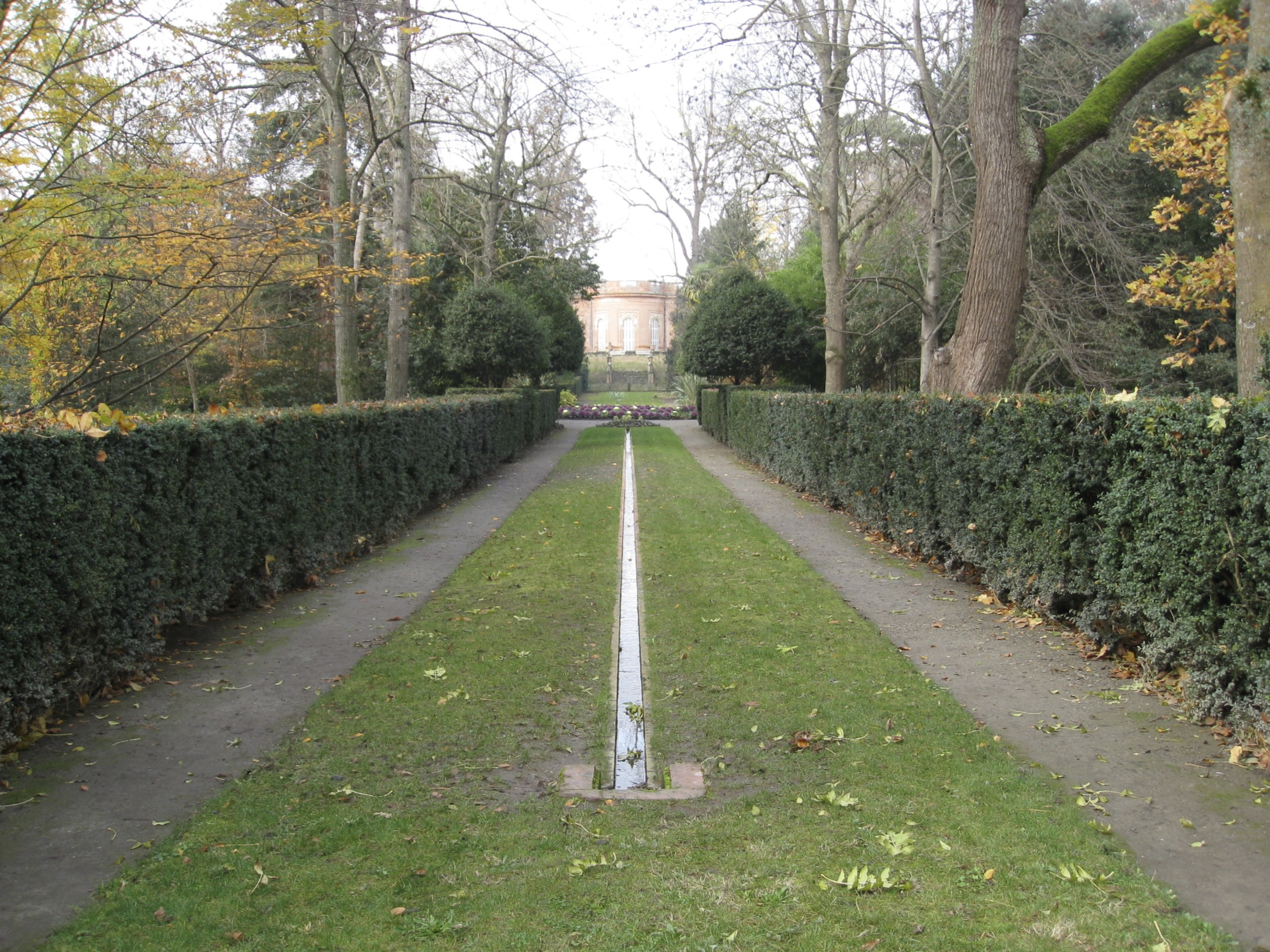
Allée du parc.

Le château se trouve au centre d'un parc à la française pour sa partie basse et à l'anglaise pour sa terrasse haute. De nombreuses essences rares rappellent la carrière que Guillaume Dubarry a faite à Saint-Domingue dans son régiment. Les tulipiers de Virginie, côtoient les savonniers et ginkgo biloba venus de Chine. Le terrain situé en bordure de terrasse alluviale est riche en sources. Un système aujourd'hui disparu permettait de capter les eaux en différents points du jardin supérieur, il les acheminait jusqu'à un pavillon des eaux où se trouvaient des vannes. Les canalisations redistribuaient l'eau vers les fontaines, bassins et l'allée d’eau, le « canal » que domine un petit nymphée en forme de grotte qui conserve l’esprit insufflé par le créateur du parc. 

## Architecture

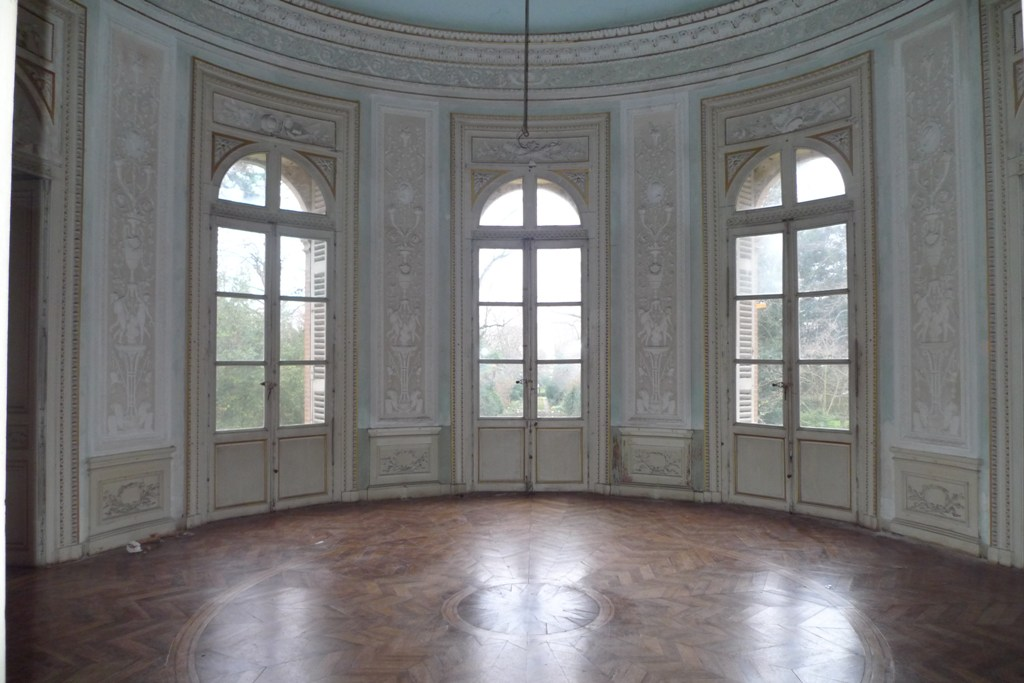
Salon en rotonde donnant sur le parc.

Le château forme un rectangle régulier. Les façades occidentale et orientale sont rythmées par sept travées. Du côté cour, la façade possède un avant-corps peu marqué ou prennent place trois portes-fenêtres qui éclairent un grand vestibule. La façade orientale, donnant sur le jardin est agrémentée d'une rotonde qui souligne l'emplacement du grand salon. Les refends horizontaux ornent toutes les façades. Çà et là s'ajoutent des arcades de pierre et des guirlandes de pierres sculptées. L'ensemble est surmonté d'une puissante corniche et d'un garde-corps agrémenté de balustres. L’influence de l’architecture parisienne est bien visible, seuls les matériaux employés rappellent le caractère toulousain de la construction. 
Le plan intérieur est d'une grande simplicité et la distribution assure une circulation fluide. L'axe central est occupé par deux grandes pièces de réception qui se commandent : un grand vestibule carré autrefois peint en faux marbre, et un salon en rotonde. Les deux pièces possèdent un décor stucqué. De part et d'autre se trouvent plusieurs chambres, corridors et escaliers moins hauts de plafonds ménageant un étage d'attique. La maison ne comptait à l'origine aucune pièce de service (hormis les chambres du valet de Guillaume et des servantes de son épouse), celles-ci étaient reléguées dans le bâtiment des communs aujourd'hui entièrement disparu.
Le bâtiment des communs, qui était l'ancien château du XVIIe siècle avait été réaménagé par Guillaume Dubarry. Les anciens appartements furent reconvertis en cuisine, lavoir, office et autres pièces de service, seuls furent conservés l'appartement du concierge, la chapelle, son vestibule, l'appartement du prêtre et la sacristie. Un passage couvert avec une galerie en bois reliait la cuisine à la salle à manger du nouveau château. 
La ferme de son côté comprenait des vastes écuries. L'orangerie du domaine pouvait contenir jusqu'à 200 orangers, citronniers, camélias, géraniums, bégonias ainsi que quelques plans de cacao. La ferme comprenait également un chai, un fouloir, une forge, une tonnellerie et des greniers. Les communs ont aujourd'hui disparu, la ferme et l'orangerie ont été reconstruits.

## Décoration intérieure

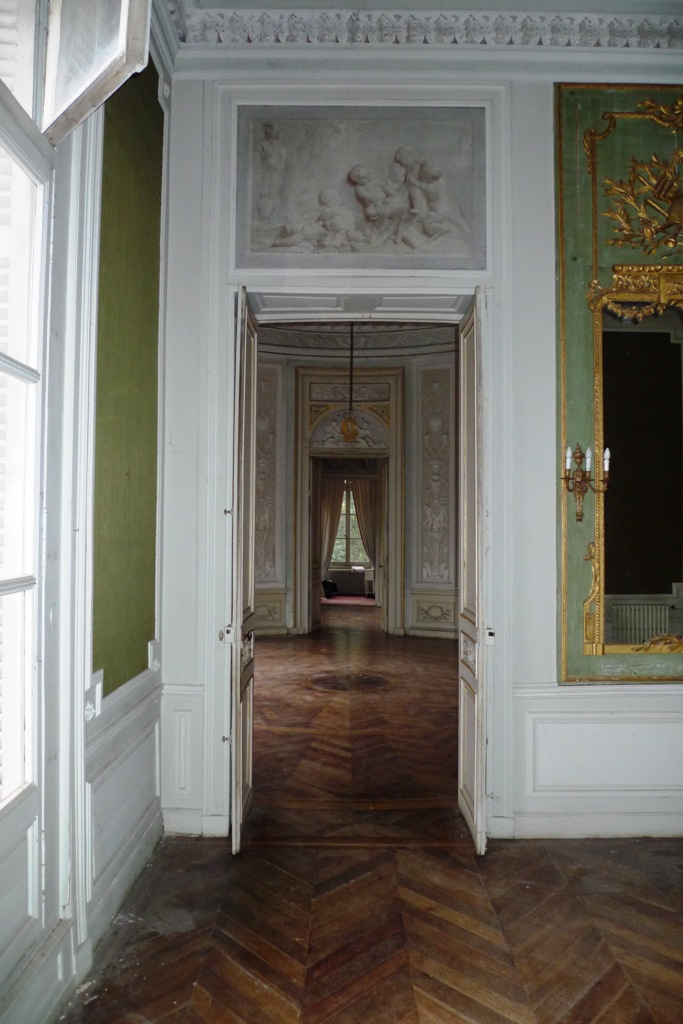
Enfilade du rez-de-chaussée

Le rez-de-chaussée compte deux grandes pièces de réception, le grand vestibule et la rotonde. De chaque côté s'organisent les appartements de Guillaume Dubarry, avec chambre et cabinet; ceux de sa seconde épouse Madeleine Lemoine avec la même disposition et au nord le cabinet à écrire, la bibliothèque et la salle à manger. Toutes les pièces possèdent leur décoration d'époque, parquets, boiseries, huisseries, trumeaux, stucs. La chambre de Guillaume et le cabinet à écrire possèdent des dessus de portes peints en grisaille représentant les quatre saisons. Un cabinet et la bibliothèque tous deux situés dans des angles en possèdent eux aussi avec pour sujets l'architecture et la peinture. Dans la rotonde, on retrouve plusieurs attributs musicaux et artistiques. Dans le vestibule, le décor plus martial est composé d'aigles et de trophées militaires. 

## Mobilier
Un inventaire de conservation révolutionnaire témoigne de l'ameublement intérieur. Celui-ci ne déparerait pas le plus élégant des salons parisiens : mobilier d’acajou, bronzes dorés, porcelaines et soieries. Ce mobilier, essentiellement d'époque Louis XVI, a aujourd'hui presque entièrement disparu, mais le musée Paul-Dupuy conserve certaines des plus belles pièces : lustre et appliques en cristal, consoles et chaises. Le mobilier meublant de la rotonde composé de canapés et de consoles cintrés, destinés à s'encastrer dans la boiserie, est également conservé.

Galerie de photos
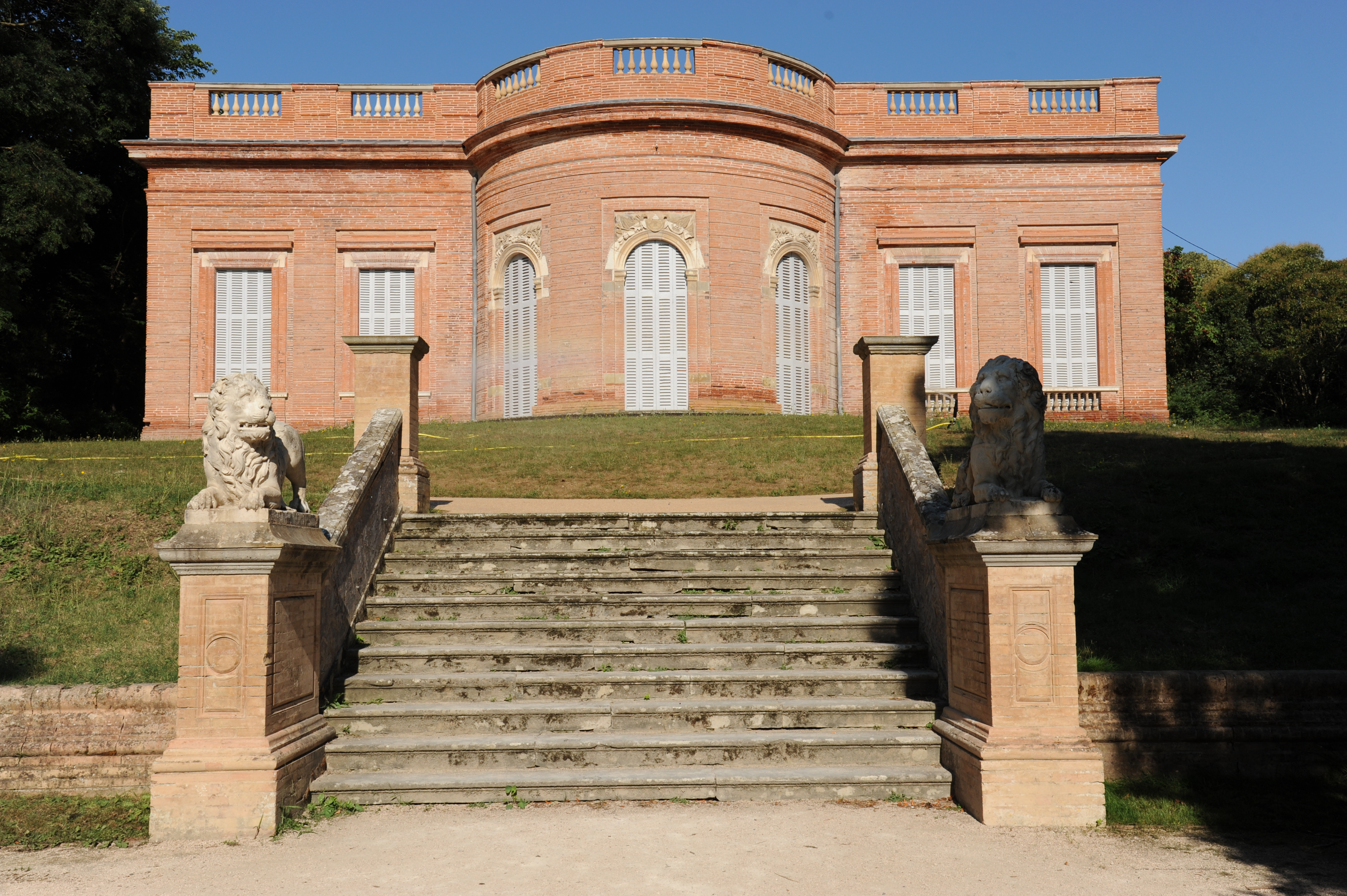
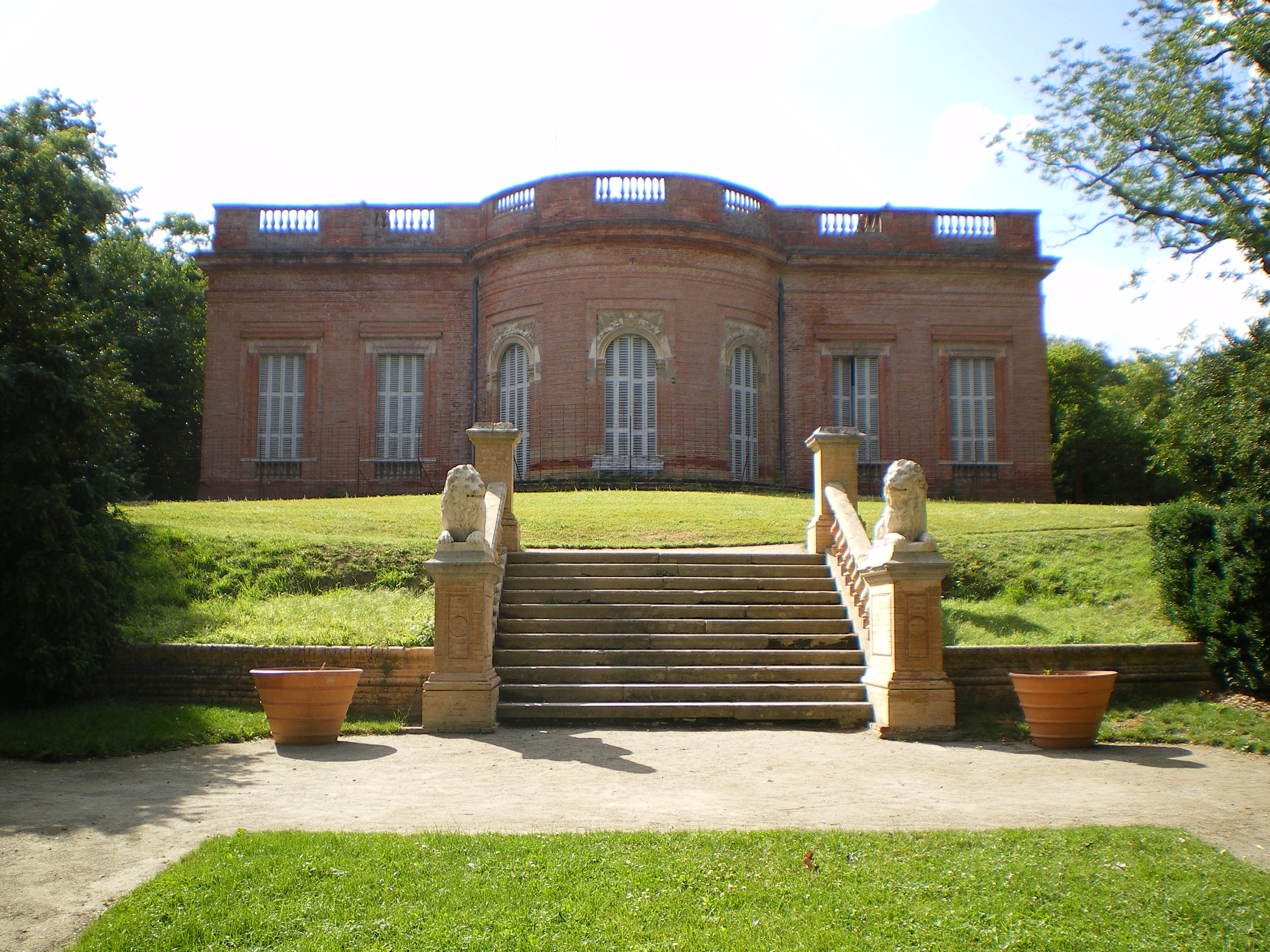
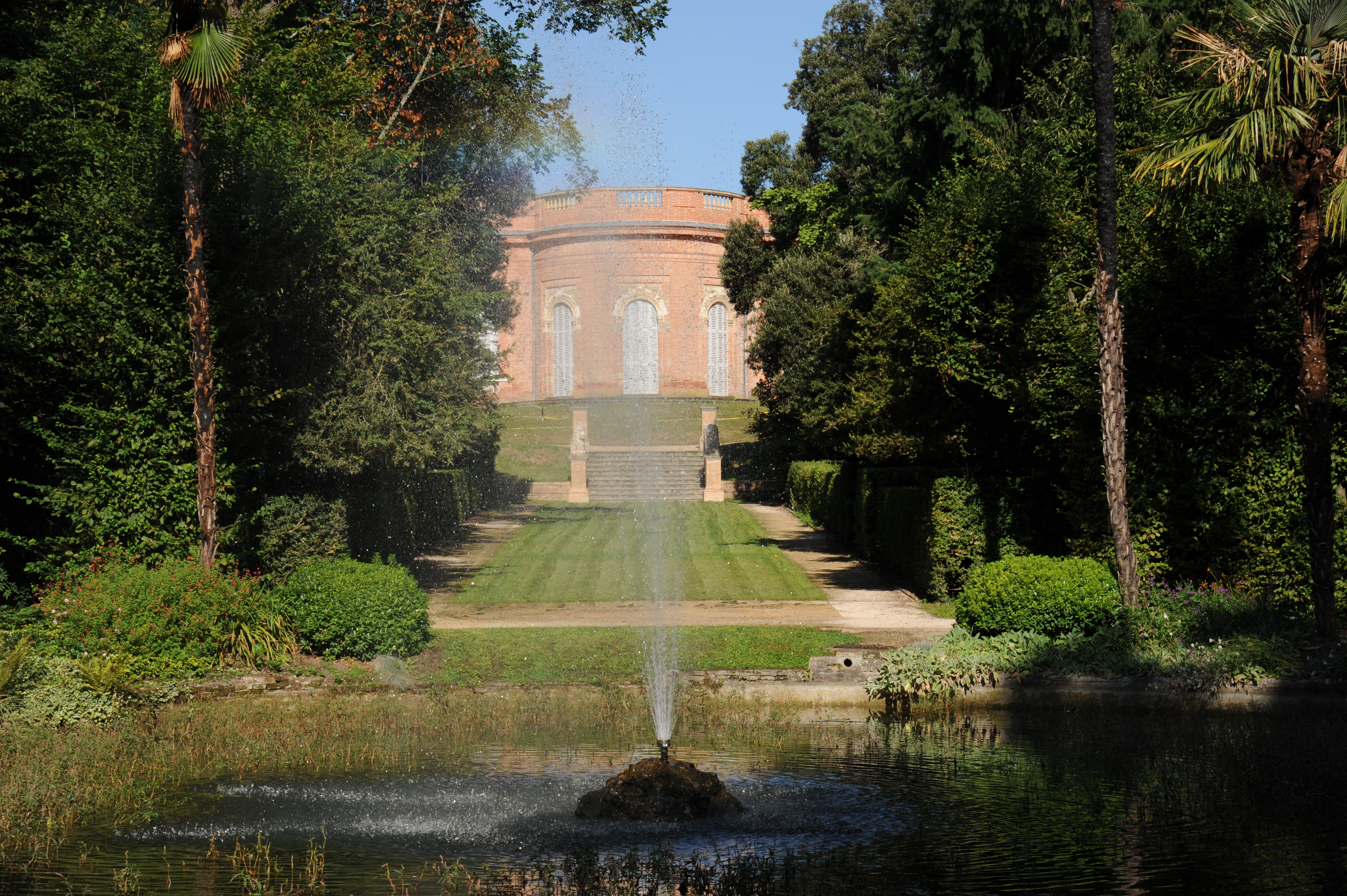
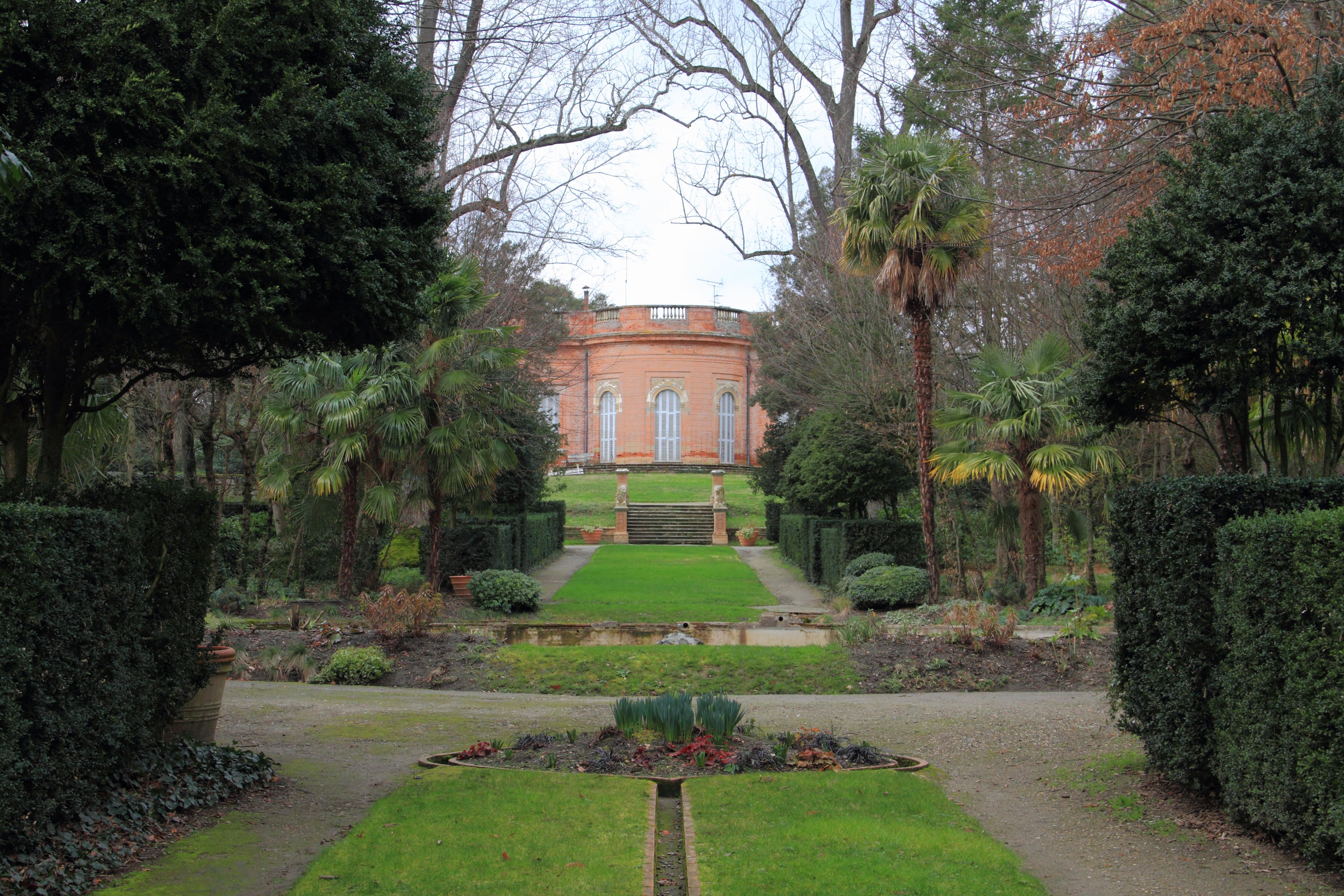
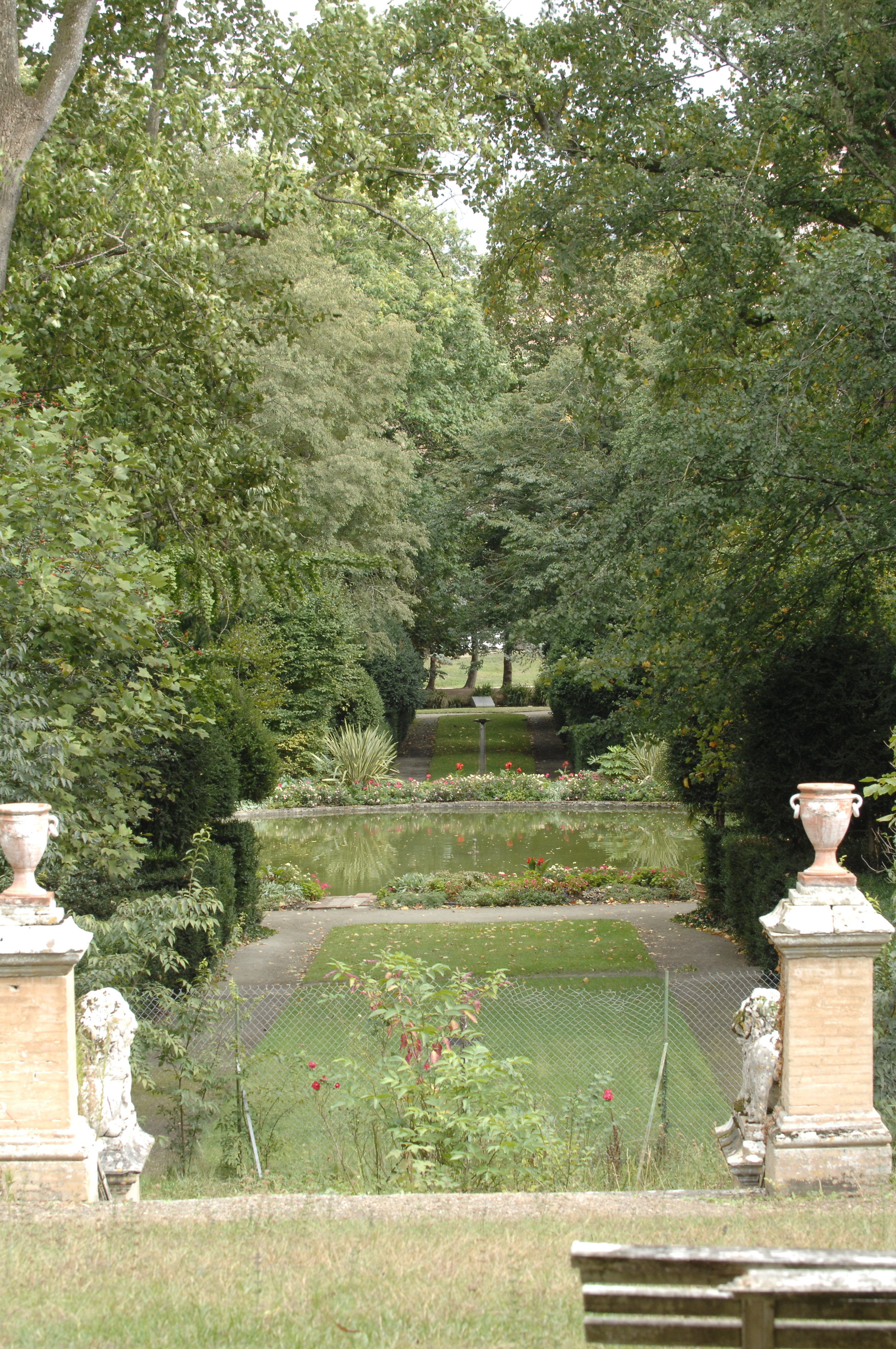
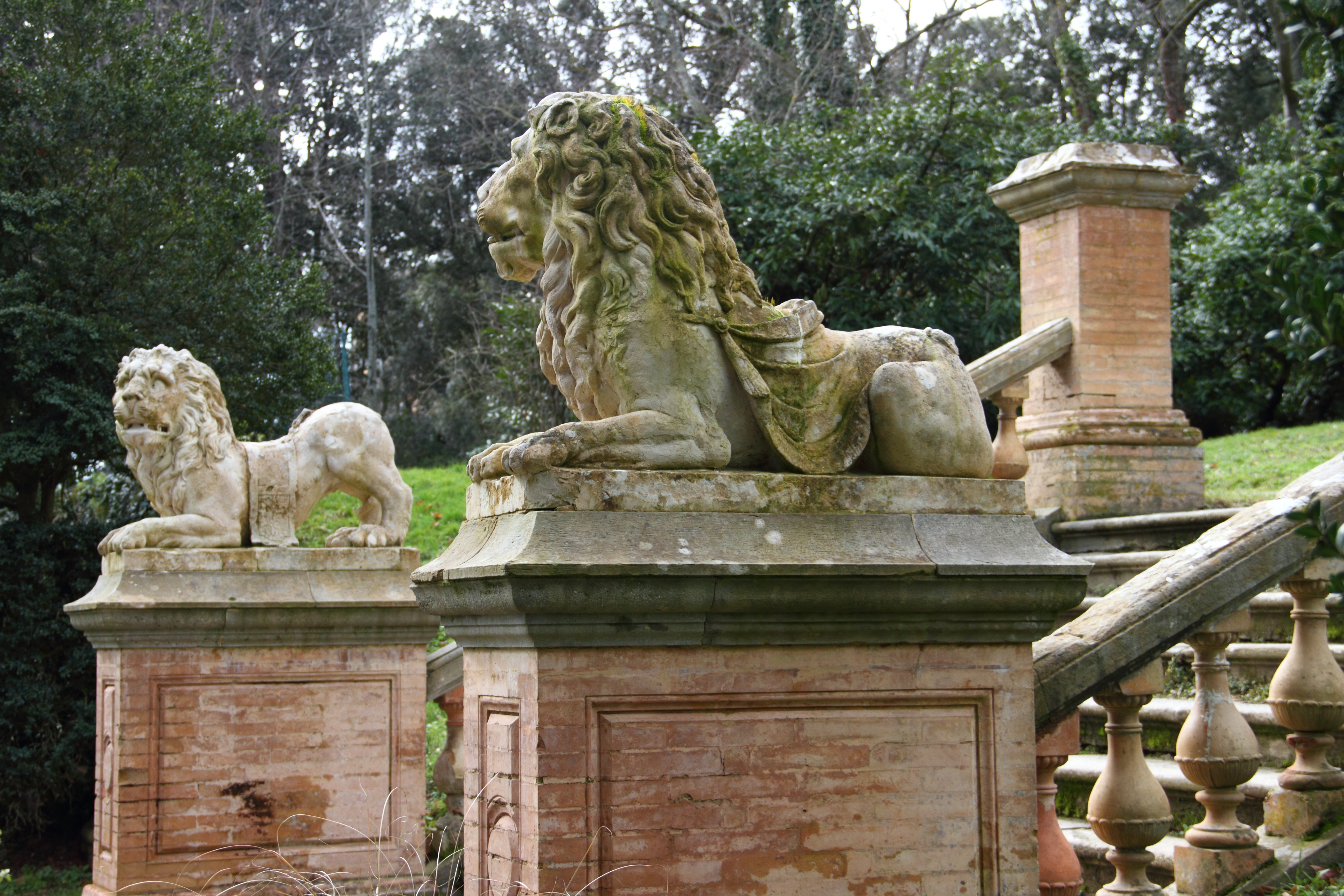